# کریستینا روسلینگ
کریستینا روسلینگ (دانمارکی: Christina Roslyng؛ زادهٔ ۱۰ ژوئیهٔ ۱۹۷۸) بازیکن هندبال اهل دانمارک بود.
از افتخارات وی میتوان به کسب مدال طلا به‌همراه تیم ملی هندبال زنان دانمارک در بازی‌های المپیک تابستانی ۲۰۰۰ اشاره کرد.